# Atletisme als Jocs Olímpics d'Estiu de 1924 - salt de perxa masculí
El salt de perxa masculí va ser una de les proves del programa d'atletisme disputades durant els Jocs Olímpics de París de 1924. La prova es va disputar el 9 i 10 de juliol de 1924 i hi van prendre part 20 atletes de 13 nacions diferents.

## Medallistes
| Or               | Plata             | Bronze              |
| Lee Barnes (USA) | Glen Graham (USA) | James Brooker (USA) |

## Rècords
Aquests eren els rècords del món i olímpic que hi havia abans de la celebració dels Jocs Olímpics de 1924.
| Rècord del Món | 4.21 m | Charles Hoff | Copenhaguen (DEN) | 22 juliol 1923 |
| Rècord Olímpic | 4.09 m | Frank Foss   | Anvers (BEL)      | 20 agost 1920  |

## Resultats

### Qualificació
Els 20 atletes són dividits en dos grups. Tots els atletes que van superar els 3,66 metres es van classificar per a la final.
Grup 1
| Posició | Atleta                        | Alçada | Posició general | Qual. |
| ------- | ----------------------------- | ------ | --------------- | ----- |
| 1       | Lee Barnes (USA)              | 3.66   | =1              | Q     |
| 1       | James Brooker (USA)           | 3.66   | =1              | Q     |
| 1       | Victor Pickard (CAN)          | 3.66   | =1              | Q     |
| 4       | Paul Dufauret (FRA)           | 3.55   | =8              |       |
| 5       | Robert Duthil (FRA)           | 3.40   | =11             |       |
| 5       | Eurico de Freitas (BRA)       | 3.40   | =11             |       |
| 7       | František Fuhrherr-Nový (TCH) | 3.20   | =15             |       |
| 7       | James Campbell (GBR)          | 3.20   | =15             |       |
| 7       | Argyris Karagiannis (GRE)     | 3.20   | =15             |       |

Grup 2
| Posició | Atleta                  | Alçada | Posició general | Qual. |
| ------- | ----------------------- | ------ | --------------- | ----- |
| 1       | Glen Graham (USA)       | 3.66   | =1              | Q     |
| 1       | Ralph Spearow (USA)     | 3.66   | =1              | Q     |
| 1       | Maurice Henrijean (BEL) | 3.66   | =1              | Q     |
| 1       | Henry Petersen (DEN)    | 3.66   | =1              | Q     |
| 5       | Maurice Vautier (FRA)   | 3.55   | =8              |       |
| 5       | Irving Francis (CAN)    | 3.55   | =8              |       |
| 7       | Marcel Muzard (FRA)     | 3.40   | =11             |       |
| 7       | Harry de Keijser (NED)  | 3.40   | =11             |       |
| 9       | Yrjö Helander (FIN)     | 3.20   | =15             |       |
| 9       | Valter Ever (EST)       | 3.20   | =15             |       |
| 9       | Stefan Adamczak (POL)   | 3.20   | =15             |       |

### Final
En la final no es van tenir en compte els salts de les sèries.
| Posició | Atleta                  | Alçada final |
| ------- | ----------------------- | ------------ |
| 1       | Lee Barnes (USA)        | 3.95         |
| 2       | Glen Graham (USA)       | 3.95         |
| 3       | James Brooker (USA)     | 3.90         |
| 4       | Henry Petersen (DEN)    | 3.90         |
| 5       | Victor Pickard (CAN)    | 3.80         |
| 6       | Ralph Spearow (USA)     | 3.70         |
| (7)     | Maurice Henrijean (BEL) | SM           |